# Възнесение Господне (Дреново)
„Възнесение Господне (на македонска литературна норма: „Вознесение Господне“) е православна църква във велешкото село Дреново, централната част на Северна Македония. Храмът е част от Повардарската епархия на Македонската православна църква – Охридска архиепископия.

## Архитектура и живопис
Църквата е малка правоъгълна еднокорабна сграда с полукръгла апсида на изток и двускатен покрив, издигната в XVII век и обновена в XIX век, както е посочено в надписа над западния вход в наоса, през 1869 г. Тогава вероятно църквата е разширена на запад по цялата си дължина, а на юг е дограден отворен трем. Входът на църквата е от западната и южната страна, над която има ниша с допоясно изображение на неизвестен светец от XIX век с дълга брада, може би Свети Атанасий.
Църквата е изцяло реновирана и измазана. Единственото ясно указание за времето на създаването на църквата е частично запазеният стенопис на Света Петка в нишата над олтарната апсида на източната фасада. Светицата е изписана до пояс, облечена в тъмнокафяв химатион, в дясната ръка държи мъченически кръст, а другата длан е отворена към зрителя. Изображението се датира в XVII век. Следи от живописта от XVII век има и в олтарното пространство на църквата. В 1887 година според надпис над южния вход, по-късно загубен, местните художници, ръководени от Петър Николов и неговите сътрудници брат му Анастас и ученикът Илия Манев от Дреново изписват наново църквата, но в апсидата и нишата во проскомидията зографите рисуват директно върху по-старата живопис, без да нанесат нова подложка. В конхата на апсидата е Света Богородица Ширшая небес с малкия Христос в медальон на гърдите. Следват Свети Василий Велики и Свети Йоан Златоуст в Архиерейската литургия и допоясното изображение на Свети Стефан в протезиса в дяконски одежди с бял стихар, орар с изписан трисагий и червена наметка през дясното рамо. В лявата си ръка държи дарохранолница, а в дясната висяща кадилница.
Живописта от XIX век е следната: в олтара на източната стена в третата зона и тавана е Бог Саваот, във втората зона - пророк Даниил между лъвове, южно от апсидата, пророк Исай северно от апсидата. Сиромахът Лазар на южната стена. Горчивата чаша на смъртта във втората зона на северната стена, а под нея допоясни изображения на Светите врачи Козма и Дамян. На тавана в центъра е Христос Вседържител, а третото изображение на запад не е запазено. На южната стена, от изток на запад, в първата зона са изрисувани в група светците Юстин, Ефрем, Евсевий, Антоний, Маврустен и Амвросий. Над тях е Свети Димитър на кон, който пробожда войника, Възнесение Илиево, Свети Спиридон, Света Елисавета. На запад от входа на южната стена е нарисуван Свети Онуфрий, след това следва сцената на Витлеемското клане и Свети Харалампи тъпче дявола. Горе на западната стена е Рождество Христово, а в първата зона е Страшният съд. На северната стена, от запад на изток, на западната половина е Второто пришествие, а във втората зона Свети Георги на кон убива дракона и Света Екатерина, в първата зона са Свети Никола, Архангел Гавриил се явява на Захарий, Св. св. Константин и Елена.
Иконостасът е двуредов и според документацията в Националния консервационен център престолните икони от първия реда са- царските двери (123 х 38 х 2,5 и 121,5 х 37 х 2,5); „Архангел Михаил вади душата на ботания“ (172 х 66 х 2,5); „Света Богородица с Христос“ (68 х 43 х 2); „Иисус Христос“ (67 х 40,5 х 2); „Иисус Христос“ в горната част и „Свети Георги и Света Неделя“ в долната половина (43 х 31 х 1,8). На втория дейсисен ред са иконите „Иисус Христос“ (34 х 25 х 2); „Евангелис Лука“ (36,5 х 25 х 2), „Апостол Тома“ (36 х 25 х 1,8), „Апостол Андрей“ (34 х 25,5 х 2,2), „Апостол Петър“ (34 х 25 х 2,5). Вероятно от ръката на друг зограф са останалите икони: „Иисус Христос“ (49 х 35 х 2); Света Неделя (36,5 х 24,5 х 1,8); „Света Неделя“ (27,2 х 24 х 1,5); „Свети Пантелеймон“ (26 х 19 х 2), датирана в 1883 година.